# カールトン庭園

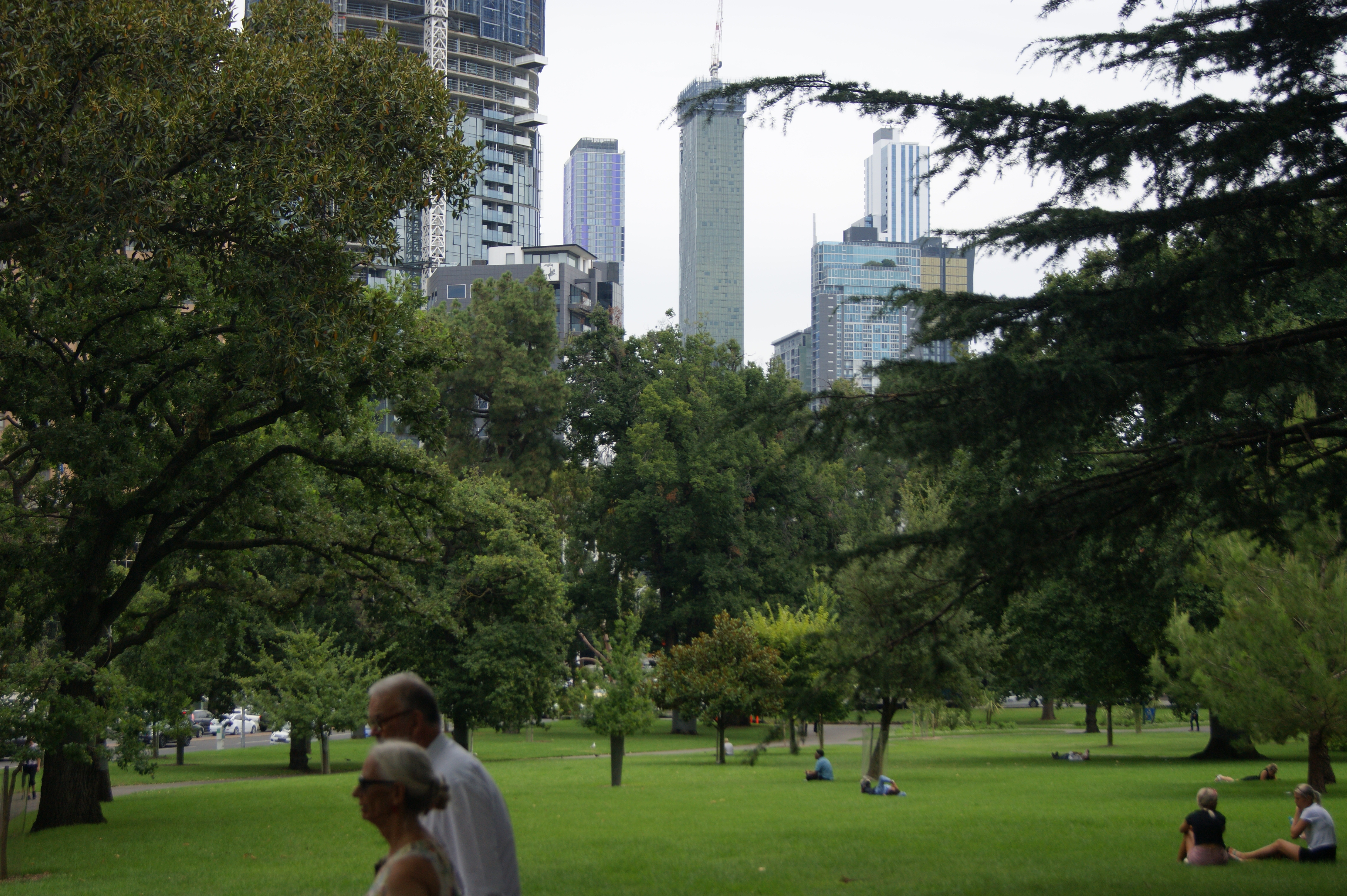

カールトン庭園（カールトンていえん、The Carlton Gardens）はオーストラリア連邦ビクトリア州のメルボルン都心の北東端にある庭園。面積は約26ヘクタール。2004年、ユネスコの世界遺産に登録された。
王立展示館、メルボルン博物館、IMAX映画館、テニスコートと児童広場がある。敷地は長方形である。庭園は王立展示館から南西および北東に向かいなだらかに下がる傾斜である。都市公園ながら野生のポッサムの生息地となっている。

## 歴史
1856年、メルボルン市の所有地となり公園として整備することが決定したが、十分な予算が確保できず空地となっていた。1870年代に入るとメルボルン万国博覧会の会場に選定され建物の建設が開始。1880年、博覧会の中心施設である王立展示館が完成した。博覧会終了後は王立展示館以外の建物は解体され公園となった。
1999年、公園内にメルボルン博物館が建設された。